# ぶんぶくたぬきのティーパーティ
『ぶんぶくたぬきのティーパーティ』は、森長あやみによる日本の漫画作品。株式会社まんだらけのWEBサイト上、WEBコミック「ラザ」にて連載された。
化け狸の一家、屋島家を中心として繰り広げられるコメディ漫画。主人公の狸の他、同級生の狐や猫などが登場する。
単行本は全5巻であるが、その後『ぶんぶくティーポット+』とタイトルを変更し連載は継続している。本項では、
こちらの情報も併せて掲載する。

## ストーリー
化け狸の一家、屋島家は人間に化けて現代日本に暮らしている。兄妹の妹・ふみは常に人間の姿で暮らしている一方、兄は他のものに化けることができず、狸の姿で暮らしている。ふみは人間の姿で中学校に通っているが、友達も狐や蝙蝠、猫などが化けた姿で通っている。主なストーリーはふみの周りで起きる出来事を、風刺やブラックジョークを交えて語られる。

## 登場人物

### 主要人物
屋島ふみ
本作の主人公。屋島家の長女で「お兄ちゃん」の妹。普段から人間の姿で暮らしている。動物好きの人間と仲良くなれると思い飼育部に入部したものの、部員は全員化け動物であった。
「ティーパーティー」時は中学生で、「ティーポット+」では高校に進学。
お兄ちゃん
ふみの兄。本名は不明。変化することができず狸の姿だが人語を話し、動物とも会話が可能。知性と教養は高く、その博識は人間でも珍しいレベルで、博識ゆえに蘊蓄好き。パソコンやインターネット、SNSなども使いこなす。主に物語のツッコミ役である。アライグマが嫌いで、偏見を持っている。ご近所には雑種犬を飼っていることにされており、庭の犬小屋に追いやられることもある。スケボーやスノーボードが得意。
尾崎りさ
ふみの同級生。人間の姿をしているが、正体は化け狐。飼育部メンバー内で一番の常識人ゆえ、振り回されることが多い。可愛いもの好き。
近森つばさ
ふみの同級生。人間の姿をしているが、正体は蝙蝠。その体は大量の蝙蝠の集合体となっており、取り込んだ蝙蝠の種類により能力や外見に変化が起こる。
三毛みやこ
ふみの同級生。人間の姿をしているが、正体は猫。化け猫だが普通の猫のコタローをペットにしている。

### 主要人物の家族
屋島あや
ふみ達の母。何でも葉っぱに変えてしまえる能力を持ち、記憶や重力まで葉っぱにすることが可能。元に戻すこともできる。
屋島いたすけ
ふみ達の父。葉っぱを紙幣に変えた罪で服役中。時々脱獄して来る。

### 中学校の先生
水地先生
ふみ達の中学の担任。人間の姿をしているが、正体は蛇。
駿河先生
ふみ達の中学校の先生。人間の姿をしているが、正体はジャッカル。

### あやの先輩
川瀬ひめこ
あやが学生時代の先輩。人間の姿をしているが、正体はカワウソ。
「+」では、ふみ達の高校の担任として登場。
葛ノ葉たまき
あやが学生時代の先輩。人間の姿をしているが、正体は狐。

### 公安特務課
根平室長
特務課の室長。人間の姿をしているが、正体は蜘蛛。
真神
特務課メンバー。人間の姿をしているが、正体はオオカミ。

### 宇宙人たち
ポンポコ星人
タヌキによく似た姿の宇宙人。散歩中のお兄ちゃんと接触後、しばしば地球にやってくる。侵略者の取り締まりもしている模様。
オサカナ星人
魚によく似た姿の宇宙人。王族が地球にやってきた際に料理でおもてなしをすることに。
なわとび星人
なわとびによく似た姿の宇宙人。わずかな出番ながら人気投票上位にランクインし、LINEスタンプにも採用されている。
雑草星人
雑草によく似た姿の宇宙人。月の妖精の国を狙っていたが、鎌で刈り取られ倒される。
ネコ星人
猫によく似た姿の宇宙人。地球人が猫好きであることを利用して地球侵攻を企む。
オオクワ星人
オオクワガタによく似た姿の宇宙人。ミヤマ星人、ノコギリ星人と共に地球を侵略しにきたが、仲間たちがコールドスリープで死亡してしまい一匹で侵略活動を開始。

## 書誌情報
- 森長あやみ 『ぶんぶくたぬきのティーパーティ』 まんだらけ出版〈ラザコミックス〉、全5巻
  1. 2016年1月4日発行
  2. 2016年8月1日発行
  3. 2017年4月28日発行
  4. 2017年12月24日発行
  5. 2018年8月1日発行

- 森長あやみ 『ぶんぶくティーポット+』 まんだらけ出版〈ラザコミックス〉
  1. 2019年5月1日発行
  2. 2019年12月9日発行
  3. 2020年8月1日発行
  4. 2021年3月1日発行
  5. 2021年10月1日発行
  6. 2022年6月23日発行
  7. 2023年4月28日発行予定